# دهستان کشکان شمالی
دهستان کشکان شمالی یکی از دهستان‌های شهرستان چگنی در استان لرستان ایران است. این دهستان در بخش شاهیوند قرار دارد و براساس سرشماری مرکز آمار ایران در سال ۱۳۹۰، جمعیت آن ۸۳۲۸ نفر (در ۱۹۱۴ خانوار) بوده است.